# Compsaditha fiebrigi
Espèce
Synonymes
- Ditha fiebrigi Beier, 1931

Compsaditha fiebrigi est une espèce de pseudoscorpions de la famille des Tridenchthoniidae.

## Distribution
Cette espèce se rencontre au Paraguay et au Brésil.

## Étymologie
Cette espèce est nommée en l'honneur de Karl August Gustav Fiebrig.

## Publication originale
- Beier, 1931 :  Zur Kenntnis der Chthoniiden (Pseudoskorpione). Zoologischer Anzeiger, vol. 93, p. 49-56.